# Kalendarium historii Gruzji
Kalendarium historii Gruzji – uporządkowany chronologicznie, począwszy od czasów najdawniejszych aż do współczesności, wykaz dat i wydarzeń z historii Gruzji oraz jej krain historycznych.

## Czasy najdawniejsze
- poł. I tys. p.n.e. – w dolinie rzeki Kury powstało królestwo Iberii[1]
- I tys. p.n.e. – powstały zapiski asyryjskie i urartyjskie mówiące o plemionach zamieszkujących obecną Gruzję[1]
- 63 p.n.e. – armia rzymska pod wodzą Pompejusza podbiła Kolchidę[2]
- II w. n.e. – na ziemie gruzińskie dotarli pierwsi chrześcijanie[3]
- 337 – władca Iberii Mirian III przyjął chrzest[3]

## Średniowiecze i nowożytność do XIX w.
- VI w. – Kolchida przyjęła chrzest[1]
- VI w. – do 562 Iberia i Kolchida prowadziły wyniszczające wojny[1]
- VI w. – stolicą Iberii zostało Tbilisi[4]
- 654 – Arabowie podbili Karlię[4]
- VIII w. – ziemie gruzińskie podzieliły się na wiele księstw[1]
- początek XI w. – Bagrat III zjednoczył zachodnią i część wschodniej Gruzji[1]
- 1080 – najazdy Seldżuków zahamowały jednoczenie gruzińskich ziem[5]
- 1121 – podczas bitwy pod Didgori Gruzini wypędzili Turków[5]
- 1122 – Dawid IV Budowniczy zjednoczył Gruzję i wypędził Seldżuków[1]
- początek XII w. – w pobliżu Tbilisi upadł ostatni emirat arabski[4]
- 1184–1213 – panowanie królowej Tamary, podczas którego Gruzja przeżywała „złoty wiek”[6]
- 1204 – zdobycie Konstantynopola przez krzyżowców pozwoliło Gruzinom rozszerzyć swoje wpływy na całe Zakaukazie[1]
- 1225 – pierwszy najazd Mongołów[7]
- 1231 – drugi najazd Mongołów[7]
- 1387 – najazd Tamerlana doprowadził do upadku Gruzji[8]
- koniec XV w. – Gruzja rozpadła się na trzy niezależne królestwa: Imeretię, Kachetię i Kartlię. Wkrótce potem Imeretia rozpadła się na Megrelię, Abchazję i Gurię[1]
- XVI–XVII w. – okres walk Turcji z Persją o ziemie gruzińskie[1]
- poł. XVIII w. – na krótko wyzwoliły się ziemie gruzińskie[1]
- 1783 – traktat gieorgijewski: Herakliusz II, władca Królestwa Kartlijsko-Kachetyjskiego, przyjął protektorat rosyjski w zamian za gwarancję niepodległości[1]

## Panowanie rosyjskie
- 1801 – Gruzja Wschodnia została włączona do Imperium Rosyjskiego[1]
- 1803 – przyłączono Megrelię do Rosji[1]
- 1804 – Megrelię włączono do Rosji[1]
- 1810 – Gruzja Zachodnia i Abchazja zostały włączone do Imperium Rosyjskiego[1]
- 1864–1871 – przeprowadzono reformę włościańską[1]
- 1900 – połączenie zakaukaskich linii kolejowych z siecią kolei rosyjskich[9]
- marzec 1917 – po obaleniu caratu przez rewolucję lutową Rząd Tymczasowy utworzył Samodzielny Komitet Zakaukaski, który zarządzał Armenią, Azerbejdżanem i Gruzją[1]
- listopad 1917 – podczas rewolucji październikowej Komitet Zakaukaski przekształcono w Komisariat Zakaukaski[1]
- styczeń 1918 – utworzenie Sejmu Zakaukaskiego[10]
- marzec 1918 – Sejm Zakaukaski ogłosił powstanie Federacyjnej Republiki Zakaukazia[1]
- maj 1918 – Federacyjna Republika Zakaukazia rozpadła się na Armenię, Azerbejdżan i Gruzję[1]
- 26 maja 1918 – Gruzja proklamowała niepodległość[1]

## Niepodległa Gruzja
- maj 1917–maj 1918 – wojna turecko-gruzińska, podczas której Gruzja straciła część swojego terytorium[1]
- maj 1918 – do Gruzji wprowadzono okupacyjne garnizony niemieckie[1]
- grudzień 1918 – do Gruzji wprowadzono garnizony brytyjskie, które zastąpiły niemiecką armię[1]
- początek 1919 – bolszewicy przeprowadzili nieudany zamach stanu[1]
- maj 1919 – bolszewicka Rosja zawarła pokój z Gruzją[1]
- 29 stycznia 1921 – II Rzeczpospolita oficjalnie uznaje suwerenność Gruzji[11]
- luty 1921 – gruzińscy bolszewicy na polecenie KC RKP(b) proklamowali nowy rząd rewolucyjny[1]
- marzec 1921 – Turcja i Rosyjska FSRR podpisały układ pokojowy, na mocy którego Turcja zrzekła się Batumi i północnej części Adżarii[1]
- grudzień 1922 – Gruzja weszła w skład Federacji Zakaukaskiej[1]
- 30 grudnia 1922 – Gruzja stała się częścią ZSRR[1]

## Gruzja w ZSRR
- 1924 – sowieci krwawo stłumili powstanie narodowe[12]
- 1936 – przekształcono Gruzję w radziecką republikę związkową[13]
- 1942 – armia III Rzeszy dotarła do północnej granicy Gruzji[1]
- lata 40. XX w. – NKWD przeprowadziło akcję deportowania z Gruzji kilkudziesięciu tysięcy ludzi, głównie Turków Meschetyńskich i Greków[1]
- lata 20.–lata 50. XX w. – okres gwałtownego uprzemysłowienia Gruzji[13]
- 1972–1985 – wobec największych problemów z korupcją w porównaniu do reszty ZSRR Eduard Szewardnadze rozpoczął z nią walkę[13]
- 1981–1988 – nasilenie żądań autonomicznych[13]
- 1988 – powstały Gruzińskie Stronnictwo Ludowe i Narodowo-Demokratyczna Partia Gruzji[13]
- 9 kwietnia 1989 – oddziały sowieckie dokonały masakry w Tbilisi podczas tłumienia pokojowej demonstracji na rzecz niepodległości[13]
- kwiecień 1989 – utworzono Narodowy Front Gruzji[1]
- październik 1990 – w wyborach powszechnych wygrała koalicja Okrągły Stół-Wolna Gruzja. Prezydentem został Zwiad Gamsachurdia[13]
- styczeń 1991 – parlament przegłosował odstąpienie od poboru do Armii Radzieckiej[13]
- marzec 1991 – Gruzja zbojkotowała radzieckie referendum konstytucyjne dotyczące utrzymania ZSRR[13]
- kwiecień 1991 – Gruzja ogłosiła niepodległość[1]

## Czasy najnowsze
- sierpień 1991 – niepodległość ogłosiły: Adżaria, Osetia Południowa i Abchazja[1]
- wrzesień 1991 – w wyniku łamania praw człowieka nastąpił wzrost nastrojów opozycyjnych[13]
- wrzesień 1991 – Zwiad Gamsachurdia ogłosił stan wyjątkowy[13]
- styczeń 1992 – Rada Wojskowa przejęła władzę w Gruzji – Zwiad Gamsachurdia uciekł do Armenii[13][1]
- marzec 1992 – Przewodniczącym Rady Państwa Gruzji został Eduard Szewardnadze[1]
- lipiec 1992 – Gruzja została członkiem ONZ[13]
- sierpień 1992 – armia gruzińska wkroczyła do Abchazji[13]
- październik 1993 – wojsko abchaskie przejęło kontrolę nad Abchazją[1]
- listopad 1993 – abchaskie wojska wyparły gruzińską armię z Suchumi[1]
- 1 grudnia 1993 – w Genewie przedstawiciele Gruzji i Abchazji podpisali porozumienie[13]
- listopad 1993 – w Poti wylądowali rosyjscy marynarze[1]
- grudzień 1993 – Gruzja została członkiem WNP[1]
- styczeń 1994 – gruzińska armia i rosyjscy marynarze opanowali Megrelię[1]
- grudzień 1994 – przeprowadzono serie reform gospodarczych[13]
- listopad 1995 – Eduard Szewardnadze objął urząd prezydenta[13]
- 1995 – uchwalono konstytucję[13]
- 2000 – Eduard Szewardnadze ponownie objął urząd prezydenta[13]
- 2002 – wybuchł konflikt rosyjsko-gruziński[13]
- 2003 – próba sfałszowania wyników wyborów parlamentarnych doprowadziła do obalenia władzy Szewardnadzego (różana rewolucja)[1]
- listopad 2003 – Nino Burdżanadze objęła tymczasowo urząd prezydenta[13]
- 2004 – prezydentem został Micheil Saakaszwili[1]
- maj 2004 – pokojowa rewolucja doprowadziła do odzyskania kontroli władz centralnych nad Autonomiczną Republiką Adżarii[12]
- 2008 – doszło do zaostrzenia relacji ze zbuntowanymi prowincjami[1]
- 8 sierpnia 2008 – armia gruzińska zaatakowała Cchinwali, stolicę Osetii Południowej. Tego samego dnia Rosja włączyła się do wojny, opowiadając się po stronie Osetii[1]
- 16 sierpnia 2008 – podpisano rozejm[1]
- sierpień 2008 – Gruzja wystąpiła z WNP[1]
- 27 października 2013 – Giorgi Margwelaszwili wygrał wybory prezydenckie[14]
- 27 czerwca 2014 – podpisano układ o stowarzyszeniu pomiędzy Gruzją a Unią Europejską[15]